# Ecel
Ecel (románul Ațel, németül Hetzeldorf, szászul Hazeldorf) falu Romániában, Szeben megyében, az azonos nevű község központja.

## Története
A község területén neolitikumi, bronzkori, vaskori leleteket, valamint egy római kori település nyomait tárták fel.
A helység első írásos említése 1283-ból maradt fenn villa Echelini néven. További névváltozatok: villa Heclini (1289), Hetzelini villa és villa Eczlen (1359), Ecczel (1365), Heczeldorf (1548). A jelenlegi erődtemplom 1380 körül épült, 1471-ben erődítették meg, majd a 15. században lényeges átalakításokon ment át. Az erődtemplomot kettős várfal védte, de ebből ma már csak a külső maradt meg. A községben 1397 óta létezik iskola, amely sokáig a templom helyiségeiben működött, míg 1872-ben megépült a különálló iskolaépület. 1605-ben Bocskai István fejedelem csapatai feldúlták a falut és a templomot, és lemészároltak tizenhét lakost.

## Lakossága
1850-ben a község 4062 lakosából 2078 román, 454 magyar, 1359 német, 19 zsidó és 152 roma volt. 1992-re a 3726 lakos nemzetiségi összetétele a következőképpen alakult: 2672 román, 585 magyar, 263 német és 205 roma. 1997-ben még 45 német lakott a faluban, közülük 18 öregek otthonában.

## Híres emberek
- Itt született Lukas Graffius (1667 – 1736) evangélikus püspök.